# Leptophobia pinara
Leptophobia pinara är en fjärilsart som först beskrevs av Felder 1865.  Leptophobia pinara ingår i släktet Leptophobia och familjen vitfjärilar. Inga underarter finns listade i Catalogue of Life.